# A.J. Brown
Arthur James Brown, detto A.J. (Starkville, 30 giugno 1997), è un giocatore di football americano statunitense che milita nel ruolo di wide receiver per i Philadelphia Eagles della National Football League (NFL).

## Carriera universitaria
Brown al college giocò a football con gli Ole Miss Rebels dal 2016 al 2018. Nelle ultime due stagioni fu inserito nella formazione ideale della Southeastern Conference.

## Carriera professionistica

### Tennessee Titans
Brown fu scelto nel corso del secondo giro (51º assoluto) del Draft NFL 2019 dai Tennessee Titans. Debuttò come professionista subentrando nella gara del primo turno contro i Cleveland Browns ricevendo 3 passaggi per 100 yard dal quarterback Marcus Mariota. Nel 14º turno disputò la miglior prova stagionale ricevendo 5 passaggi per 153 yard e 2 touchdown da Ryan Tannehill che nel frattempo aveva sostituito Mariota come titolare. La sua prima stagione si chiuse con 52 ricezioni per 1.051 yard e 8 touchdown, venendo inserito nella formazione ideale dei rookie della Pro Football Writers Association. Ai playoff i Titans, dopo aver sconfitto i Patriots (campioni uscenti) e i Ravens (detentori del miglior record della stagione regolare), vennero eliminati nell'AFC Championship Game dai Kansas City Chiefs (futuri campioni), con il punteggio di 35 a 24.
Nel settimo turno della stagione 2020, Brown disputò la sua sesta partita con oltre 100 yard ricevute, superando Ernest Givins per il maggior numero per un giocatore degli Oilers/Titans nelle prime venti gare in carriera. Nella settimana 12 segnò due touchdown: uno su ricezione e uno come membro degli special team dopo avere recuperato un onside kick tentato dagli Indianapolis Colts. La sua stagione si chiuse al quinto posto della NFL con 11 touchdown su ricezione, venendo convocato per il suo primo Pro Bowl (non disputato a causa della pandemia di COVID-19).

### Philadelphia Eagles
Il 28 aprile 2022 Brown fu scambiato con i Philadelphia Eagles per la 18ª scelta assoluta del Draft NFL 2022, che i Titans usarono per il wide receiver Treylon Burks da Arkansas, un giocatore paragonato proprio a Brown. Tennessee ricevette anche la scelta del terzo giro del Draft 2022. Nella prima partita con la nuova maglia ricevette 10 passaggi per 155 yard dal quarterback Jalen Hurts nella vittoria sui Detroit Lions. Nell'ottavo turno ricevette 6 passaggi per 156 yard e 3 touchdown nella vittoria sui Pittsburgh Steelers che mantenne gli Eagles imbattuti. Nella settimana 13 contro i suoi ex Titans ricevette da 8 passaggi per 119 yard e 2 touchdown nella vittoria. A fine stagione fu convocato per il suo secondo Pro Bowl e inserito nel Second-team All-Pro dopo essersi classificato terzo nella NFL con 11 touchdown su ricezione. Il 12 febbraio 2023 nel Super Bowl LVII ricevette 96 yard e segnò l'unico touchdown su ricezione della sua squadra ma gli Eagles furono sconfitti per 38-35 dai Kansas City Chiefs.
Nel quarto turno della stagione 2023, Brown ricevette 175 yard e segnò i primi due touchdown stagionali nella vittoria sui Washington Commanders. Nella settimana 7 disputò la quinta gara consecutiva con almeno 125 yard ricevute, pareggiando il record NFL detenuto da Calvin Johnson e Pat Studstill. La sua gara terminò con 10 ricezioni per 137 yard e il touchdown della vittoria sui Miami Dolphins nel quarto periodo, venendo premiato come miglior giocatore offensivo della NFC della settimana. Nel turno successivo si approprió del primato solitario ricevendo 130 yard e 2 touchdown nella vittoria sui Commanders. Alla fine di ottobre fu premiato come giocatore offensivo della NFC del mese in cui ricevette 40 passaggi per 700 yard (140 a partita) e 5 touchdown. A fine stagione fu convocato per il suo terzo Pro Bowl e inserito nel Second-team All-Pro dopo essersi classificato quinto nella NFL con 1.456 yard ricevute e ottavo con 106 ricezioni.
Nella prima gara della stagione 2024 Brown ricevette 119 yard e un touchdown nella vittoria sui Packers per 34-29 alla Corinthias Arena di San Paolo, in Brasile. Nel sesto turno ricevette 116 yard e un touchdown nella vittoria sui Browns. Nella settimana 12 guidò la squadra con 6 ricezioni per 106 yard e un touchdown nella vittoria sui Los Angeles Rams. A fine stagione fu inserito nel Second-team All-Pro.

## Palmarès

### Franchigia
- Super Bowl : 1

Philadelphia Eagles: LIX
- National Football Conference Championship: 2

Philadelphia Eagles: 2022, 2024

### Individuale
- Convocazioni al Pro Bowl: 3

2020, 2022, 2023
- Second-team All-Pro: 3

2022, 2023, 2024
- Giocatore offensivo della NFC del mese: 1

ottobre 2023
- Giocatore offensivo della NFC della settimana: 1

7ª del 2023
- Rookie offensivo del mese: 1

dicembre 2019
- PFWA All-Rookie Team - 2019